# 山形市立第十小学校
山形市立第十小学校（やまがたしりつ だい10しょうがっこう）は、山形県山形市にある公立小学校である。

## 概要
山形市街地の西側を学区としている。当時の飯塚小学校、椹沢小学校と第一小学校の学区を変更して開校した。学区内には山形テレビ（YTS）本社が含まれる。山形市内の小学校のナンバースクールとしては最後に開校した。

## 沿革
- 1964年（昭和39年）4月1日 - 開校
- 1981年（昭和56年）4月1日 - 宮浦小学校が分離独立[1]

## 学区
- あかねケ丘一丁目、飯塚口（市道中部6号線の東部）、石関（市道中部4号線の東部）、春日町、久保田、城西町一丁目1番〜5番、城西町二丁目1番〜5番、城西町三丁目1番〜3番，10番〜13番，16番〜24番、城西町、砂塚（市道中部6号線の東部）、西崎（市道中部7号線の東部）、双葉町二丁目2番〜4番、南石関（市道中部4号線の東部で，かつ中部第3号雨水幹線の北部）、やよい[2]

## 卒業後
- 第二中学校（一部）、第三中学校へ進学する